# Hyporhamphus collettei
Hyporhamphus collettei är en fiskart som beskrevs av Banford 2010. Hyporhamphus collettei ingår i släktet Hyporhamphus och familjen Hemiramphidae. Inga underarter finns listade i Catalogue of Life.